# Conrad Felixmüller
Conrad Felixmüller (Dresde, 21 de mayo de 1897 – Berlín Oeste, 24 de marzo de 1977) fue un pintor expresionista alemán vinculado con el movimiento Nueva objetividad.

## Biografía
Nació en Dresde, siendo su nombre auténtico Conrad Felix Müller. Escogió como nombre artístico Felixmüller. Fue uno de los miembros más jóvenes del movimiento «Nueva objetividad». También era miembro del Partido Comunista de Alemania antes de la guerra. Sus pinturas a menudo se refieren a las realidades sociales de la Alemania de la República de Weimar. El trabajo de Felixmüller se hizo más objetivo y refrenado a partir de la segunda mitad de los años 1920.
Desde 1949 hasta 1962 enseñó en la Universidad de Halle. Falleció en el suburbio berlinés de Zehlendorf.